# Dieudonné Minoungou
Dieudonné Minoungou (Tenkodogo, 25 giugno 1981) è un ex calciatore burkinabé, che giocava come attaccante.